# Lukas Rupp
Lukas Rupp (Heidelberg, 8 de enero de 1991) es un futbolista alemán que juega de centrocampista en el KSV Hessen Kassel de la Regionalliga Südwest.

## Clubes
| Club                            | País       | Año       |
| ------------------------------- | ---------- | --------- |
| Karlsruher S. C.                | Alemania   | 2009-2011 |
| Borussia Mönchengladbach        | Alemania   | 2011-2014 |
| S. C. Paderborn 07 (a préstamo) | Alemania   | 2012      |
| S. C. Paderborn 07              | Alemania   | 2014-2015 |
| VfB Stuttgart                   | Alemania   | 2015-2016 |
| TSG 1899 Hoffenheim             | Alemania   | 2016-2020 |
| Norwich City F. C.              | Inglaterra | 2020-2022 |
| Aris Salónica F. C.             | Grecia     | 2023-2024 |
| KSV Hessen Kassel               | Alemania   | 2024-     |